# Copa del Rey 2024/25
Die Copa del Rey 2024/25 war die 121. Austragung des spanischen Fußballpokals.
Der Wettbewerb beginnt am 9. Oktober 2024 mit der Vorrunde und endet mit dem Finale am 26. April 2025. Es war die sechste Saison nach der grundlegenden Reform des Wettbewerbsmodus, der bis zum Viertelfinale in Einzelspielen entschieden wurde. Im Halbfinale fand ein Hin- und Rückspiel statt. Die Auswärtstorregel wurde in den Halbfinals nicht angewendet. Stattdessen wurde bei jeglicher Torgleichheit über zwei Spiele eine Verlängerung ausgetragen. Waren in dieser gleich viele oder keine Tore fallen, folgte das Elfmeterschießen. Im Endspiel im Estadio de La Cartuja in Sevilla konnte der FC Barcelona den Real Madrid mit 3:2 n. V. besiegen. Titelverteidiger Athletic Bilbao schied bereits im Achtelfinale aus.

## Teilnehmende Mannschaften
| Primera División 20 Vereine der Saison 2023/24 | Segunda División 21 Vereine der Saison 2023/24 1 | Primera Federación 10 Vereine in der Saison 2023/24, die in den zwei Gruppen unter den ersten fünf platziert waren. 2                                                            | Segunda Federación 25 Vereine in der Saison 2023/24, die in den fünf Gruppen unter den ersten fünf platziert waren. 2 | Tercera Federación die 18 Meister der Tercera Federación 2023/24 und die 7 besten Vizemeister 2 | Divisiones Regionales 20 Meister der Divisiones Regionales 2023/24 und die vier Halbfinalisten der Copa Federación 2 |
| Real Madrid FC Barcelona FC Girona Atlético Madrid Athletic Bilbao Real Sociedad Betis Sevilla FC Villarreal FC Valencia Deportivo Alavés CA Osasuna FC Getafe Celta Vigo FC Sevilla RCD Mallorca UD Las Palmas Rayo Vallecano FC Cádiz UD Almería FC Granada | CD Leganés Real Valladolid SD Eibar Espanyol Barcelona Sporting Gijón Real Oviedo Racing Santander UD Levante Burgos CF Racing de Ferrol FC Elche CD Teneriffa Albacete Balompié FC Cartagena Real Saragossa CD Eldense SD Huesca CD Mirandés SD Amorebieta AD Alcorcón FC Andorra | - Gruppe 1 Deportivo La Coruña Gimnàstic de Tarragona SD Ponferradina Cultural Leonesa Unionistas de Salamanca - Gruppe 2 CD Castellón FC Córdoba FC Málaga UD Ibiza AD Ceuta FC | - Gruppe 1 Ourense CF Pontevedra CF Zamora CF CD Guijuelo UP Langreo † - Gruppe 2 Barakaldo CF UD Logroñés Utebo FC CD Tudelano † UD Barbastro † - Gruppe 3 Hércules Alicante CE Europa CF Badalona Futur UE Sant Andreu Lleida CF - Gruppe 4 Yeclano Deportivo Marbella FC Orihuela CF CD Estepona FS † Águilas FC † - Gruppe 5 Gimnástica Segoviana UD San Sebastián de los Reyes CD Numancia CD Atlético Paso CP Cacereño † | - Gruppe 1 Bergantiños FC - Gruppe 2 UD Llanera - Gruppe 3 UM Escobedo CD Laredo - Gruppe 4 SD Beasain † - Gruppe 5 UE Olot CE l’Hospitalet - Gruppe 6 Jove Español † - Gruppe 7 CD Móstoles URJC † - Gruppe 8 Real Ávila Salamanca CF UDS - Gruppe 9 Juventud de Torremolinos Real Jaén - Gruppe 10 Deportivo Xerez CD Ciudad de Lucena - Gruppe 11 CD Ibiza Islas Pitiusas - Gruppe 12 UD Lanzarote † - Gruppe 13 CD Minera - Gruppe 14 CD Don Benito CD Coria - Gruppe 15 CD Cortes † - Gruppe 16 CD Alfaro † - Gruppe 17 SD Ejea CD Cuarte - Gruppe 18 UB Conquense | - Copa Federación SD Compostela CD Extremadura 1924 Las Rozas CF UD Poblense - Divisiones Regionales Astur CF CD Aurrerá de Vitoria CD Promesas EDF San Tirso SD Selaya FC CD Villamuriel CD Baztán Ontiñena CF CF Sporting de Mahón UE Vic CD Ceuta 6 de Junio Chiclana CF EF Dolorense Manises CF Melilla CD UD San Pedro CD Gévora UD Playas de Sotavento CP Parla Escuela CD Sonseca |

## Qualifikationsrunde
Zur Qualifikationsrunde des Wettbewerbes waren 20 Mannschaften, die in der Saison 2023/24 in den Divisiones Regionales spielen, qualifiziert. Die Auslosung fand am 16. September 2024 wie alle weiteren Auslosungen auch in der Ciudad del Fútbol in Las Rozas de Madrid statt. Es wurden zehn Paarungen ausgelost. Die Spiele wurden am 9. Oktober 2024 ausgetragen.
| Datum                       |                     | Ergebnis              |                             |
| --------------------------- | ------------------- | --------------------- | --------------------------- |
| 9. Oktober 2024, 19:00 WESZ | Astur CF (VI)       | 2:0                   | CD Promesas EDF (VI)        |
| 9. Oktober 2024, 19:30 WESZ | CD Villamuriel (VI) | 1:0                   | CD Aurrerá de Vitoria (VI)  |
| 9. Oktober 2024, 17:30 WESZ | San Tirso SD (VI)   | 1:1 n. V. (5:3 i. E.) | Selaya FC (VI)              |
| 9. Oktober 2024, 19:00 WESZ | CD Baztán (VI)      | 1:1 n. V. (2:4 i. E.) | Ontiñena CF (VI)            |
| 9. Oktober 2024, 20:30 WESZ | UE Vic (VI)         | 4:0                   | CF Sporting de Mahón (VI)   |
| 9. Oktober 2024, 19:00 WESZ | UD San Pedro (VI)   | 4:2                   | CD Ceuta 6 de Junio (VI)    |
| 9. Oktober 2024, 20:00 WESZ | EF Dolorense (VIII) | 1:3                   | Manises CF (VI)             |
| 9. Oktober 2024, 21:00 WESZ | Chiclana CF (VI)    | 4:0                   | Melilla CD (VI)             |
| 9. Oktober 2024, 18:30 WESZ | CD Sonseca (VI)     | 0:1 n. V.             | CP Parla Escuela (VI)       |
| 9. Oktober 2024, 20:30 WESZ | CD Gévora (VI)      | 1:1 n. V. (3:1 i. E.) | UD Playas de Sotavento (VI) |

## Erste Hauptrunde
Zur ersten Hauptrunde des Wettbewerbes waren alle verbleibenden Mannschaften qualifiziert. Ausgenommen waren die vier Vereine, die an der Supercopa de España teilnehmen. Die Auslosung fand am 10. Oktober 2024. Die Spiele wurden zwischen dem 29. Oktober und 26. November 2024 ausgetragen.
| Datum                          |                                    | Ergebnis              |                               |
| ------------------------------ | ---------------------------------- | --------------------- | ----------------------------- |
| 31. Oktober 2024, 21:00 WEZ    | CD Gévora (VI)                     | 1:6                   | Betis Sevilla (I)             |
| 30. Oktober 2024, 21:00 WEZ    | UD San Pedro (VI)                  | 1:5                   | Celta Vigo (I)                |
| 31. Oktober 2024, 21:00 WEZ    | Ontiñena CF (VI)                   | 0:7                   | UD Las Palmas (I)             |
| 5. November 2024, 19:00 WEZ 1  | Chiclana CF (VI)                   | 0:5                   | CA Osasuna (I)                |
| 26. November 2024, 19:00 WEZ 1 | CP Parla Escuela (VI)              | 0:1                   | FC Valencia (I)               |
| 26. November 2024, 19:00 WEZ 1 | Manises CF (VI)                    | 0:3                   | FC Getafe (I)                 |
| 29. Oktober 2024, 19:00 WEZ    | CD Villamuriel (VI)                | 0:5                   | Rayo Vallecano (I)            |
| 31. Oktober 2024, 19:00 WEZ    | UE Vic (VI)                        | 0:2                   | Atlético Madrid (I)           |
| 31. Oktober 2024, 19:00 WEZ    | San Tirso SD (VI)                  | 0:4                   | Espanyol Barcelona (I)        |
| 29. Oktober 2024, 21:00 WEZ    | Astur CF (VI)                      | 1:4                   | Real Valladolid (I)           |
| 29. Oktober 2024, 21:00 WEZ    | UD Poblense (V)                    | 1:6                   | FC Villarreal (I)             |
| 29. Oktober 2024, 19:00 WEZ    | SD Compostela (IV)                 | 0:1                   | Deportivo Alavés (I)          |
| 30. Oktober 2024, 19:00 WEZ    | Las Rozas CF (V)                   | 0:3                   | FC Sevilla (I)                |
| 30. Oktober 2024, 21:00 WEZ    | CD Extremadura 1924 (V)            | 0:4                   | FC Girona (I)                 |
| 21. November 2024, 21:00 WEZ 1 | Jove Español (V)                   | 0:5                   | Real Sociedad (I)             |
| 30. Oktober 2024, 19:00 WEZ    | CD Ciudad de Lucena (V)            | 1:2                   | CD Leganés (I)                |
| 31. Oktober 2024, 21:00 WEZ    | CD Cuarte (V)                      | 1:3                   | Racing de Ferrol (II)         |
| 30. Oktober 2024, 19:30 WEZ    | SD Beasain (V)                     | 0:1                   | FC Cartagena (II)             |
| 29. Oktober 2024, 21:00 WEZ    | Real Jaén (V)                      | 0:3                   | FC Cádiz (II)                 |
| 30. Oktober 2024, 20:00 WEZ    | CD Cortes (V)                      | 0:2                   | FC Granada (II)               |
| 29. Oktober 2024, 21:00 WEZ    | CE l’Hospitalet (V)                | 1:5                   | Real Saragossa (II)           |
| 29. Oktober 2024, 20:00 WEZ    | UD Lanzarote (V)                   | 3:4                   | Racing Santander (II)         |
| 30. Oktober 2024, 19:30 WEZ    | CD Móstoles URJC (IV)              | 2:5                   | Burgos CF (II)                |
| 30. Oktober 2024, 20:00 WEZ    | UE Sant Andreu (IV)                | 2:1                   | CD Mirandés (II)              |
| 30. Oktober 2024, 20:00 WEZ    | CF Badalona Futur (IV)             | 0:2                   | SD Huesca (II)                |
| 30. Oktober 2024, 21:00 WEZ    | UD San Sebastián de los Reyes (IV) | 1:2                   | UD Almería (II)               |
| 31. Oktober 2024, 21:00 WEZ    | CD Estepona FS (IV)                | 3:2 n. V.             | FC Málaga (II)                |
| 30. Oktober 2024, 20:30 WEZ    | CD Atlético Paso (IV)              | 0:1                   | CD Eldense (II)               |
| 30. Oktober 2024, 20:00 WEZ    | UD Logroñés (IV)                   | 1:0 n. V.             | SD Eibar (II)                 |
| 30. Oktober 2024, 18:30 WEZ    | CE Europa (IV)                     | 2:1                   | Albacete Balompié (II)        |
| 19. November 2024, 20:00 WEZ 1 | Pontevedra CF (IV)                 | 4:1                   | UD Levante (II)               |
| 31. Oktober 2024, 21:00 WEZ    | CD Alfaro (IV)                     | 0:2 n. V.             | CD Teneriffa (II)             |
| 30. Oktober 2024, 21:00 WEZ    | Águilas FC (IV)                    | 0:1                   | CD Castellón (II)             |
| 31. Oktober 2024, 20:00 WEZ    | Real Ávila (IV)                    | 0:0 n. V. (3:0 i. E.) | Real Oviedo (II)              |
| 30. Oktober 2024, 19:00 WEZ    | UE Olot (IV)                       | 1:1 n. V. (4:3 i. E.) | FC Córdoba (II)               |
| 30. Oktober 2024, 20:00 WEZ    | CD Numancia (IV)                   | 0:1                   | Sporting Gijón (II)           |
| 30. Oktober 2024, 20:30 WEZ    | CD Coria (IV)                      | 0:3                   | FC Elche (II)                 |
| 31. Oktober 2024, 19:00 WEZ    | UD Barbastro (IV)                  | 4:0                   | SD Amorebieta (III)           |
| 6. November 2024, 19:00 WEZ 1  | Deportivo Xerez (IV)               | 0:1                   | AD Ceuta FC (III)             |
| 30. Oktober 2024, 20:30 WEZ    | CP Cacereño (IV)                   | 2:1 n. V.             | Gimnástica Segoviana (III)    |
| 30. Oktober 2024, 20:00 WEZ    | Utebo FC (IV)                      | 0:4                   | Unionistas de Salamanca (III) |
| 30. Oktober 2024, 19:30 WEZ    | Bergantiños FC (IV)                | 1:2                   | Marbella FC (III)             |
| 30. Oktober 2024, 20:00 WEZ    | CD Laredo (IV)                     | 0:6                   | Yeclano Deportivo (III)       |
| 30. Oktober 2024, 20:00 WEZ    | Juventud de Torremolinos (IV)      | 1:2                   | Zamora CF (III)               |
| 31. Oktober 2024, 20:30 WEZ    | CD Don Benito (IV)                 | 1:2                   | FC Andorra (III)              |
| 30. Oktober 2024, 20:00 WEZ    | UM Escobedo (IV)                   | 0:0 n. V. (4:5 i. E.) | SD Ponferradina (III)         |
| 30. Oktober 2024, 19:00 WEZ    | CD Ibiza Islas Pitiusas (IV)       | 1:2                   | Gimnàstic de Tarragona (III)  |
| 30. Oktober 2024, 20:00 WEZ    | Lleida CF (IV)                     | 1:3                   | Barakaldo CF (III)            |
| 30. Oktober 2024, 20:30 WEZ    | UB Conquense (IV)                  | 1:0                   | UD Ibiza (III)                |
| 31. Oktober 2024, 21:00 WEZ    | UD Llanera (IV)                    | 0:2 n. V.             | Cultural Leonesa (III)        |
| 14. November 2024, 18:00 WEZ 1 | SD Ejea (IV)                       | 1:0                   | Hércules Alicante (III)       |
| 29. Oktober 2024, 20:00 WEZ    | CD Guijuelo (IV)                   | 1:2                   | Ourense CF (III)              |
| 30. Oktober 2024, 20:00 WEZ    | Salamanca CF UDS (IV)              | 1:0                   | AD Alcorcón (III)             |
| 31. Oktober 2024, 20:00 WEZ    | CD Tudelano (IV)                   | 0:5                   | CD Minera (IV)                |
| 30. Oktober 2024, 19:30 WEZ    | UP Langreo (IV)                    | 1:2 n. V.             | Orihuela CF (IV)              |

Freilos: Deportivo La Coruña

## Zweite Hauptrunde
Die Auslosung fand am 27. November 2024 statt. Die Spiele wurden zwischen dem 3. und 5. Dezember 2024 ausgetragen.
| Datum                       |                               | Ergebnis              |                          |
| --------------------------- | ----------------------------- | --------------------- | ------------------------ |
| 3. Dezember 2024, 21:00 WEZ | Salamanca CF UDS (IV)         | 0:7                   | Celta Vigo (I)           |
| 4. Dezember 2024, 21:00 WEZ | UD Logroñés (IV)              | 0:0 n. V. (4:3 i. E.) | FC Girona (I)            |
| 3. Dezember 2024, 21:00 WEZ | UD Barbastro (IV)             | 2:0                   | Espanyol Barcelona (I)   |
| 3. Dezember 2024, 21:15 WEZ | CE Europa (IV)                | 1:2                   | UD Las Palmas (I)        |
| 4. Dezember 2024, 21:00 WEZ | SD Ejea (IV)                  | 1:3                   | FC Valencia (I)          |
| 4. Dezember 2024, 21:00 WEZ | Pontevedra CF (IV)            | 1:0                   | FC Villarreal (I)        |
| 5. Dezember 2024, 19:00 WEZ | CP Cacereño (IV)              | 1:3                   | Atlético Madrid (I)      |
| 3. Dezember 2024, 19:00 WEZ | Real Ávila (IV)               | 2:4 n. V.             | Real Valladolid (I)      |
| 5. Dezember 2024, 21:00 WEZ | UE Olot (IV)                  | 1:3                   | FC Sevilla (I)           |
| 4. Dezember 2024, 19:00 WEZ | UE Sant Andreu (IV)           | 1:3                   | Betis Sevilla (I)        |
| 4. Dezember 2024, 21:00 WEZ | CD Estepona FS (IV)           | 2:2 n. V. (4:5 i. E.) | CD Leganés (I)           |
| 5. Dezember 2024, 21:00 WEZ | CD Minera (IV)                | 2:2 n. V. (4:2 i. E.) | Deportivo Alavés (I)     |
| 5. Dezember 2024, 21:00 WEZ | UB Conquense (IV)             | 0:1 n. V.             | Real Sociedad (I)        |
| 5. Dezember 2024, 19:00 WEZ | Orihuela CF (IV)              | 0:0 n. V. (0:3 i. E.) | FC Getafe (I)            |
| 4. Dezember 2024, 19:00 WEZ | Unionistas de Salamanca (III) | 2:3                   | Rayo Vallecano (I)       |
| 5. Dezember 2024, 19:00 WEZ | AD Ceuta FC (III)             | 2:3                   | CA Osasuna (I)           |
| 5. Dezember 2024, 20:00 WEZ | SD Ponferradina (III)         | 1:1 n. V. (4:3 i. E.) | CD Castellón (II)        |
| 5. Dezember 2024, 20:00 WEZ | Barakaldo CF (III)            | 1:2                   | Racing de Ferrol (II)    |
| 4. Dezember 2024, 19:00 WEZ | Gimnàstic de Tarragona (III)  | 0:1                   | SD Huesca (II)           |
| 4. Dezember 2024, 20:00 WEZ | Ourense CF (III)              | 1:0                   | Deportivo La Coruña (II) |
| 3. Dezember 2024, 20:00 WEZ | Yeclano Deportivo (III)       | 0:1                   | FC Elche (II)            |
| 5. Dezember 2024, 20:00 WEZ | Marbella FC (III)             | 1:0                   | Burgos CF (II)           |
| 4. Dezember 2024, 20:00 WEZ | Cultural Leonesa (III)        | 1:2                   | UD Almería (II)          |
| 5. Dezember 2024, 20:00 WEZ | FC Andorra (III)              | 0:1                   | FC Cartagena (II)        |
| 4. Dezember 2024, 21:00 WEZ | Zamora CF (III)               | 0:0 n. V. (1:3 i. E.) | CD Teneriffa (II)        |
| 4. Dezember 2024, 20:00 WEZ | FC Cádiz (II)                 | 0:1                   | CD Eldense (II)          |
| 4. Dezember 2024, 20:30 WEZ | Racing Santander (II)         | 1:0                   | Sporting Gijón (II)      |
| 3. Dezember 2024, 21:00 WEZ | Real Saragossa (II)           | 2:2 n. V. (4:5 i. E.) | FC Granada (II)          |

## Dritte Hauptrunde
Ab der dritten Runde stiegen auch die vier Vereine ein, die an der Supercopa de España teilnahmen. Die Auslosung fand am 9. Dezember 2024 statt. Die Spiele wurden zwischen dem 3. und 7. Januar 2025 ausgetragen.
| Datum                     |                       | Ergebnis              |                     |
| ------------------------- | --------------------- | --------------------- | ------------------- |
| 4. Januar 2025, 19:00 WEZ | UD Barbastro (IV)     | 0:4                   | FC Barcelona (I)    |
| 3. Januar 2025, 19:00 WEZ | Pontevedra CF (IV)    | 3:0                   | RCD Mallorca (I)    |
| 6. Januar 2025, 19:00 WEZ | CD Minera (IV)        | 0:5                   | Real Madrid (I)     |
| 4. Januar 2025, 21:30 WEZ | UD Logroñés (IV)      | 0:0 n. V. (3:4 i. E.) | Athletic Bilbao (I) |
| 4. Januar 2025, 21:30 WEZ | Marbella FC (III)     | 0:1                   | Atlético Madrid (I) |
| 5. Januar 2025, 12:00 WEZ | Ourense CF (III)      | 3:2                   | Real Valladolid (I) |
| 5. Januar 2025, 15:30 WEZ | SD Ponferradina (III) | 0:2                   | Real Sociedad (I)   |
| 3. Januar 2025, 19:00 WEZ | FC Granada (II)       | 0:1 n. V.             | FC Getafe (I)       |
| 4. Januar 2025, 15:30 WEZ | SD Huesca (II)        | 0:1                   | Betis Sevilla (I)   |
| 5. Januar 2025, 15:30 WEZ | Racing Santander (II) | 2:3                   | Celta Vigo (I)      |
| 3. Januar 2025, 19:00 WEZ | Racing de Ferrol (II) | 1:3                   | Rayo Vallecano (I)  |
| 4. Januar 2025, 17:30 WEZ | UD Almería (II)       | 4:1                   | FC Sevilla (I)      |
| 7. Januar 2025, 21:00 WEZ | CD Eldense (II)       | 0:2                   | FC Valencia (I)     |
| 5. Januar 2025, 12:00 WEZ | FC Elche (II)         | 4:0                   | UD Las Palmas (I)   |
| 5. Januar 2025, 15:30 WEZ | FC Cartagena (II)     | 1:2                   | CD Leganés (I)      |
| 4. Januar 2025, 15:30 WEZ | CD Teneriffa (II)     | 1:2                   | CA Osasuna (I)      |

## Achtelfinale
Die Auslosung für die Spiele des Achtelfinales fand am 8. Januar 2025 statt. Die Spiele wurden zwischen dem 14. und 16. Januar 2025 ausgetragen.
| Datum                      |                     | Ergebnis  |                     |
| -------------------------- | ------------------- | --------- | ------------------- |
| 15. Januar 2025, 19:30 WEZ | Pontevedra CF (IV)  | 0:1       | FC Getafe (I)       |
| 14. Januar 2025, 21:00 WEZ | Ourense CF (III)    | 0:2       | FC Valencia (I)     |
| 15. Januar 2025, 19:30 WEZ | UD Almería (II)     | 2:3       | CD Leganés (I)      |
| 15. Januar 2025, 21:30 WEZ | FC Elche (II)       | 0:4       | Atlético Madrid (I) |
| 16. Januar 2025, 21:30 WEZ | Real Madrid (I)     | 5:2 n. V. | Celta Vigo (I)      |
| 15. Januar 2025, 21:00 WEZ | FC Barcelona (I)    | 5:1       | Betis Sevilla (I)   |
| 16. Januar 2025, 19:30 WEZ | Real Sociedad (I)   | 3:1       | Rayo Vallecano (I)  |
| 16. Januar 2025, 19:30 WEZ | Athletic Bilbao (I) | 2:3       | CA Osasuna (I)      |

## Viertelfinale
Die Auslosung für die Spiele des Viertelfinales fand am 20. Januar 2025 statt. Die Spiele wurden zwischen dem 4. und 6. Februar 2025 ausgetragen.
| Datum                      |                     | Ergebnis |                  |
| -------------------------- | ------------------- | -------- | ---------------- |
| 6. Februar 2025, 21:30 WEZ | FC Valencia (I)     | 0:5      | FC Barcelona (I) |
| 5. Februar 2025, 21:00 WEZ | CD Leganés (I)      | 2:3      | Real Madrid (I)  |
| 4. Februar 2025, 21:30 WEZ | Atlético Madrid (I) | 5:0      | FC Getafe (I)    |
| 6. Februar 2025, 19:30 WEZ | Real Sociedad (I)   | 2:0      | CA Osasuna (I)   |

## Halbfinale
Die Auslosung für die Spiele des Halbfinales fand am 12. Februar 2025 statt. Die Hinspiele wurden am 25. und 26. Februar, die Rückspiele am 1. und 2. April 2025 ausgetragen.
| Datum                                         |                   | Gesamt |                     | Hinspiel | Rückspiel |
| --------------------------------------------- | ----------------- | ------ | ------------------- | -------- | --------- |
| 25. Februar 2025 und 2. April 2025, 21:30 Uhr | FC Barcelona (I)  | 5:4    | Atlético Madrid (I) | 4:4      | 1:0       |
| 26. Februar 2025 und 1. April 2025, 21:30 Uhr | Real Sociedad (I) | 4:5    | Real Madrid (I)     | 0:1      | 4:4 n. V. |

## Finale
| FC Barcelona                                                          | FC Barcelona | Real Madrid | Real Madrid | Aufstellung                                |
| --------------------------------------------------------------------- | --- | --- | ----------- | ------------------------------------------ |
| FC Barcelona                                                          | \| 26. April 2025 um 22:00 Uhr (MESZ) in Sevilla (Estadio de La Cartuja) \| \| Ergebnis: 3:2 n. V. (2:2, 1:0) \| \| Zuschauer: 57.619 \| \| Schiedsrichter: Ricardo de Burgos Bengoetxea (Bilbao) \| \| Spielbericht \|                                                                 | \| 26. April 2025 um 22:00 Uhr (MESZ) in Sevilla (Estadio de La Cartuja) \| \| Ergebnis: 3:2 n. V. (2:2, 1:0) \| \| Zuschauer: 57.619 \| \| Schiedsrichter: Ricardo de Burgos Bengoetxea (Bilbao) \| \| Spielbericht \| | Real Madrid | Aufstellung FC Barcelona gegen Real Madrid |
| FC Barcelona                                                          | Wojciech Szczęsny – Jules Koundé, Pau Cubarsí, Iñigo Martínez, Gerard Martín (85. Ronald Araújo) – Frenkie de Jong (85. Gavi), Pedri (98. Eric García) – Lamine Yamal, Dani Olmo (65. Fermín López), Raphinha – Ferran Torres (115. Pau Víctor) Cheftrainer: Hansi Flick ( Deutschland) | Thibaut Courtois – Lucas Vázquez (55. Luka Modrić), Raúl Asencio, Antonio Rüdiger (111. Endrick), Ferland Mendy (11. Fran García) – Federico Valverde, Aurélien Tchouaméni, Dani Ceballos (55. Arda Güler) – Jude Bellingham – Rodrygo (46. Kylian Mbappé), Vinícius Júnior (89. Brahim Díaz) Cheftrainer: Carlo Ancelotti ( Italien) | Real Madrid | Aufstellung FC Barcelona gegen Real Madrid |
| FC Barcelona                                                          | 1:0 Pedri (28.) 2:2 Ferran Torres (84.) 3:2 Jules Koundé (116.) | 1:1 Kylian Mbappé (70.) 1:2 Aurélien Tchouaméni (77.) | Real Madrid | Aufstellung FC Barcelona gegen Real Madrid |
| FC Barcelona                                                          | Gerard Martín (37.), Frenkie de Jong (68.), Fermín López (90.+4'), Raphinha (90.+10') | Carlo Ancelotti (25.), Aurélien Tchouaméni (31.), Luka Modrić (90.+1'), Jude Bellingham (107.) | Real Madrid | Aufstellung FC Barcelona gegen Real Madrid |
| FC Barcelona                                                          | Antonio Rüdiger (120.+3'), Lucas Vázquez (120.+4'), Jude Bellingham (120+4') | | Real Madrid | Aufstellung FC Barcelona gegen Real Madrid |
| FC Barcelona                                                          | Spieler des Spiels: Ferran Torres | | Real Madrid | Aufstellung FC Barcelona gegen Real Madrid |
| 26. April 2025 um 22:00 Uhr (MESZ) in Sevilla (Estadio de La Cartuja) | | |             |                                            |
| Ergebnis: 3:2 n. V. (2:2, 1:0)                                        | | |             |                                            |
| Zuschauer: 57.619                                                     | | |             |                                            |
| Schiedsrichter: Ricardo de Burgos Bengoetxea (Bilbao)                 | | |             |                                            |
| Spielbericht                                                          | | |             |                                            |